# Dave Walker (cantante)
David Walker (Walsall, 25 gennaio 1945) è un cantante e chitarrista britannico.
Ha fatto parte di diverse band, in particolare Savoy Brown e Fleetwood Mac. Aveva accorciato il suo nome in Dave Walker.

## Carriera
Iniziò la sua carriera agli inizi del 1960 con una band Brumbeat R & B chiamata The Redcaps; e continuata nel ventunesimo secolo con Donovan's Brain. Gli altri gruppi nei quali ha militato sono Idle Race, Hungry Fighter, e Black Sabbath. Dal 2018 è il cantante dei riformati Humble Pie.

## Discografia

### Discografia solista
- Walking Underwater, 2007